# Brooksville (Maine)
Brooksville és una població dels Estats Units a l'estat de Maine (EUA). Segons el cens del 2000 tenia 911 habitants.

## Demografia
Segons el cens del 2000, Brooksville tenia 911 habitants, 412 habitatges, i 278 famílies. La densitat de població era d'11,3 habitants per km².
Dels 412 habitatges en un 23,1% hi vivien nens de menys de 18 anys, en un 60,7% hi vivien parelles casades, en un 4,9% dones solteres, i en un 32,5% no eren unitats familiars. En el 26,2% dels habitatges hi vivien persones soles l'11,7% de les quals corresponia a persones de 65 anys o més que vivien soles. El nombre mitjà de persones vivint en cada habitatge era de 2,21 i el nombre mitjà de persones que vivien en cada família era de 2,65.
Per edats la població es repartia de la següent manera: un 18% tenia menys de 18 anys, un 5,3% entre 18 i 24, un 21,3% entre 25 i 44, un 34,8% de 45 a 60 i un 20,6% 65 anys o més.
L'edat mediana era de 49 anys. Per cada 100 dones de 18 o més anys hi havia 95,5 homes.
La renda mediana per habitatge era de 36.458 $ i la renda mediana per família de 41.875 $. Els homes tenien una renda mediana de 26.923 $ mentre que les dones 24.750 $. La renda per capita de la població era de 23.565 $. Entorn del 7,6% de les famílies i el 9,7% de la població estaven per davall del llindar de pobresa.